# 200 mètres féminin aux championnats du monde d'athlétisme 2009
Navigation
Osaka 2007 Daegu 2011
L'épreuve du 200 mètres féminin des championnats du monde de 2009 s'est déroulée les 18, 19 et 20 août 2009 dans le Stade olympique de Berlin. Elle est remportée par l'Américaine Allyson Felix.

## Critères de qualification
Pour se qualifier (minima A), il faut avoir réalisé moins de 23 s 00 du 1er janvier 2008 au 3 août 2009. Le minima B est de 23 s 30.

## Médaillées
| Or            | Argent                  | Bronze                   |
| Allyson Felix | Veronica Campbell-Brown | Debbie Ferguson-McKenzie |

## Résultats

### Finale
| Rang               | Athlète                  | Pays        | Temps   |
| ------------------ | ------------------------ | ----------- | ------- |
| Médaille d'or      | Allyson Felix            | États-Unis  | 22 s 02 |
| Médaille d'argent  | Veronica Campbell-Brown  | Jamaïque    | 22 s 35 |
| Médaille de bronze | Debbie Ferguson-McKenzie | Bahamas     | 22 s 41 |
| 4                  | Muna Lee                 | États-Unis  | 22 s 48 |
| 5                  | Anneisha McLaughlin      | Jamaïque    | 22 s 62 |
| 6                  | Simone Facey             | Jamaïque    | 22 s 8  |
| 7                  | Emily Freeman            | Royaume-Uni | 22 s 98 |
| 8                  | Eléni Artymatá           | Chypre      | 23 s 05 |

### Demi-finales
| Rang | Athlète                  | Pays        | Temps          |
| ---- | ------------------------ | ----------- | -------------- |
| 1    | Debbie Ferguson-McKenzie | Bahamas     | 22 s 24 Q      |
| 2    | Veronica Campbell-Brown  | Jamaïque    | 22 s 29 Q (SB) |
| 3    | Emily Freeman            | Royaume-Uni | 22 s 64 q      |
| 4    | Eléni Artymatá           | Chypre      | 22 s 64 q      |
| 5    | Johanna Danois           | France      | 23 s 03 (PB)   |
| 6    | Rakia Al-Gassra          | Bahreïn     | 23 s 26        |
| 7    | Yelena Bolsun            | Russie      | 23 s 27        |
|      | Marshevet Hooker         | États-Unis  | DNF            |

| Rang | Athlète                | Pays                        | Temps          |
| ---- | ---------------------- | --------------------------- | -------------- |
| 1    | Allyson Felix          | États-Unis                  | 22 s 44 Q      |
| 2    | Anneisha McLaughlin    | Jamaïque                    | 22 s 55 Q (PB) |
| 3    | LaVerne Jones-Ferrette | Îles Vierges des États-Unis | 22 s 74        |
| 4    | Cydonie Mothersill     | Îles Caïmans                | 22 s 8         |
| 5    | ChaRonda Williams      | États-Unis                  | 22 s 81        |
| 6    | Olga Zaytseva          | Russie                      | 23 s 19        |
| 7    | Sheniqua Ferguson      | Bahamas                     | 23 s 4         |
| 8    | Tameka Williams        | Saint-Christophe-et-Niévès  | 23 s 47        |

| Rang | Athlète            | Pays                       | Temps          |
| ---- | ------------------ | -------------------------- | -------------- |
| 1    | Muna Lee           | États-Unis                 | 22 s 30 Q      |
| 2    | Simone Facey       | Jamaïque                   | 22 s 58 Q (SB) |
| 3    | Monique Williams   | Nouvelle-Zélande           | 22 s 90 (NR)   |
| 4    | Kelly-Ann Baptiste | Trinité-et-Tobago          | 22 s 96        |
| 5    | Virgil Hodge       | Saint-Christophe-et-Niévès | 23 s 19 (SB)   |
| 6    | Yuliya Gushchina   | Russie                     | 23 s 24        |
| 7    | Vida Anim          | Ghana                      | 23 s 36        |
| 8    | Olivia Borlée      | Belgique                   | 23 s 42        |

### Séries
| Rang | Athlète           | Pays       | Temps        |
| ---- | ----------------- | ---------- | ------------ |
| 1    | Simone Facey      | Jamaïque   | 22 s 83 Q    |
| 2    | ChaRonda Williams | États-Unis | 23 s 08 Q    |
| 3    | Johanna Danois    | France     | 23 s 29 Q    |
| 4    | Chisato Fukushima | Japon      | 23 s 40      |
| 5    | Darlenis Obregón  | Colombie   | 23 s 42      |
| 6    | Andreea Ograzeanu | Roumanie   | 23 s 42      |
| 7    | Nomvula Dlamini   | Swaziland  | 25 s 70 (PB) |
|      | Munira Saleh      | Syrie      | DNF          |

| Rang | Athlète            | Pays                       | Temps          |
| ---- | ------------------ | -------------------------- | -------------- |
| 1    | Muna Lee           | États-Unis                 | 22 s 76 Q (SB) |
| 2    | Kelly-Ann Baptiste | Trinité-et-Tobago          | 23 s 00 Q      |
| 3    | Yuliya Gushchina   | Russie                     | 23 s 07 Q      |
| 4    | Virgil Hodge       | Saint-Christophe-et-Niévès | 23 s 34 q      |
| 5    | Carol Rodríguez    | Porto Rico                 | 23 s 54        |
| 6    | Sabina Veit        | Slovénie                   | 23 s 77        |
| 7    | Sunayna Wahi       | Suriname                   | 24 s 74 (PB)   |
| 8    | Saria Traboulsi    | Liban                      | 26 s 90        |

| Rang | Athlète          | Pays                       | Temps          |
| ---- | ---------------- | -------------------------- | -------------- |
| 1    | Allyson Felix    | États-Unis                 | 22 s 88 Q      |
| 2    | Monique Williams | Nouvelle-Zélande           | 22 s 96 Q (NR) |
| 3    | Tameka Williams  | Saint-Christophe-et-Niévès | 23 s 27 Q (SB) |
| 4    | Olga Zaytseva    | Russie                     | 23 s 28 q      |
| 5    | Rakia Al-Gassra  | Bahreïn                    | 23 s 34 q (SB) |
| 6    | Adrienne Power   | Canada                     | 23 s 38        |
| 7    | Momoko Takahashi | Japon                      | 23 s 61        |
| 8    | Selloane Tsoaeli | Lesotho                    | 28 s 34        |

| Rang | Athlète                  | Pays                       | Temps          |
| ---- | ------------------------ | -------------------------- | -------------- |
| 1    | Marshevet Hooker         | États-Unis                 | 22 s 51 Q (SB) |
| 2    | Debbie Ferguson-McKenzie | Bahamas                    | 22 s 71 Q      |
| 3    | Eléni Artymatá           | Chypre                     | 22 s 83 Q (NR) |
| 4    | Yelena Bolsun            | Russie                     | 23 s 06 q      |
| 5    | Alena Kievich            | Biélorussie                | 23 s 59        |
| 6    | Ivet Lalova              | Bulgarie                   | 23 s 60        |
| 7    | Meritzer Williams        | Saint-Christophe-et-Niévès | 23 s 72        |

| Rang | Athlète                | Pays                        | Temps          |
| ---- | ---------------------- | --------------------------- | -------------- |
| 1    | Cydonie Mothersill     | Îles Caïmans                | 22 s 69 Q      |
| 2    | Anneisha McLaughlin    | Jamaïque                    | 22 s 91 Q (PB) |
| 3    | LaVerne Jones-Ferrette | Îles Vierges des États-Unis | 22 s 97 Q      |
| 4    | Vida Anim              | Ghana                       | 23 s 33 q      |
| 5    | Isabel Le Roux         | Afrique du Sud              | 23 s 61        |
| 6    | Makelesi Batimala      | Fidji                       | 24 s 13 (SB)   |
| 7    | Oludamola Osayomi      | Nigeria                     | 24 s 24        |

| Rang | Athlète                 | Pays        | Temps          |
| ---- | ----------------------- | ----------- | -------------- |
| 1    | Veronica Campbell-Brown | Jamaïque    | 23 s 01 Q      |
| 2    | Emily Freeman           | Royaume-Uni | 23 s 10 Q      |
| 3    | Olivia Borlée           | Belgique    | 23 s 25 Q      |
| 4    | Sheniqua Ferguson       | Bahamas     | 23 s 35 q (SB) |
| 5    | Guzel Khubbieva         | Ouzbékistan | 23 s 61 (SB)   |
| 6    | Jade Bailey             | Barbade     | 23 s 84        |
| 7    | Elyzaveta Bryzhina      | Ukraine     | DNS            |

## Légende
Records et Performances
- AR : Record continental (area record)
- CR : Record des championnats (championship record)
- MR : Record du meeting (meet record)
- NR : Record national (national record)
- OR : Record olympique (olympic record)
- PR : Record paralympique (paralympic record)
- PB : Record personnel (personal best)
- SB : Meilleure performance personnelle de la saison (season's best)
- WL : Meilleure performance mondiale de l'année (world leader)
- WJR : Record du monde junior (world junior record)
- WR : Record du monde (world record)

Circonstances et Conditions
- DNF : N'a pas terminé (did not finish)
- DNS : N'a pas pris le départ (did not start)
- DQ : Disqualification (disqualification)
- NM : Aucun essai valable enregistré (No Mark)
- Q : Qualifié « directement » au prochain tour (ou à la prochaine compétition), lors d'une compétition majeure, grâce au classement ou à la réalisation des minima (automatic qualifier)
- q : Qualifié au prochain tour (ou à la prochaine compétition), lors d'une compétition majeure, grâce au repêchage ou à la réalisation de l'une des meilleures performances parmi celles des « non qualifiés directement » (grâce au meilleur temps ou à la meilleure distance par exemple) (secondary qualifier)